# الدوري الهولندي الدرجة الأولى 1989–90
الدوري الهولندي الدرجة الأولى 1989–1990 هو الموسم الرابع والثلاثون من الدوري الهولندي الدرجة الأولى منذ إنشائه في عام 1956. فاز بهذا الموسم Schiedamse Voetbal Vereniging.

## الفرق
يشارك 20 نادي في الدوري: النادي الذي يحتل المرتبة الأولى في هذا الدوري يتأهل مباشرةً إلى الدوري الهولندي الممتاز، تأهل في هذه الدوري Schiedamse Voetbal Vereniging.